# پورنوگرافی فقر

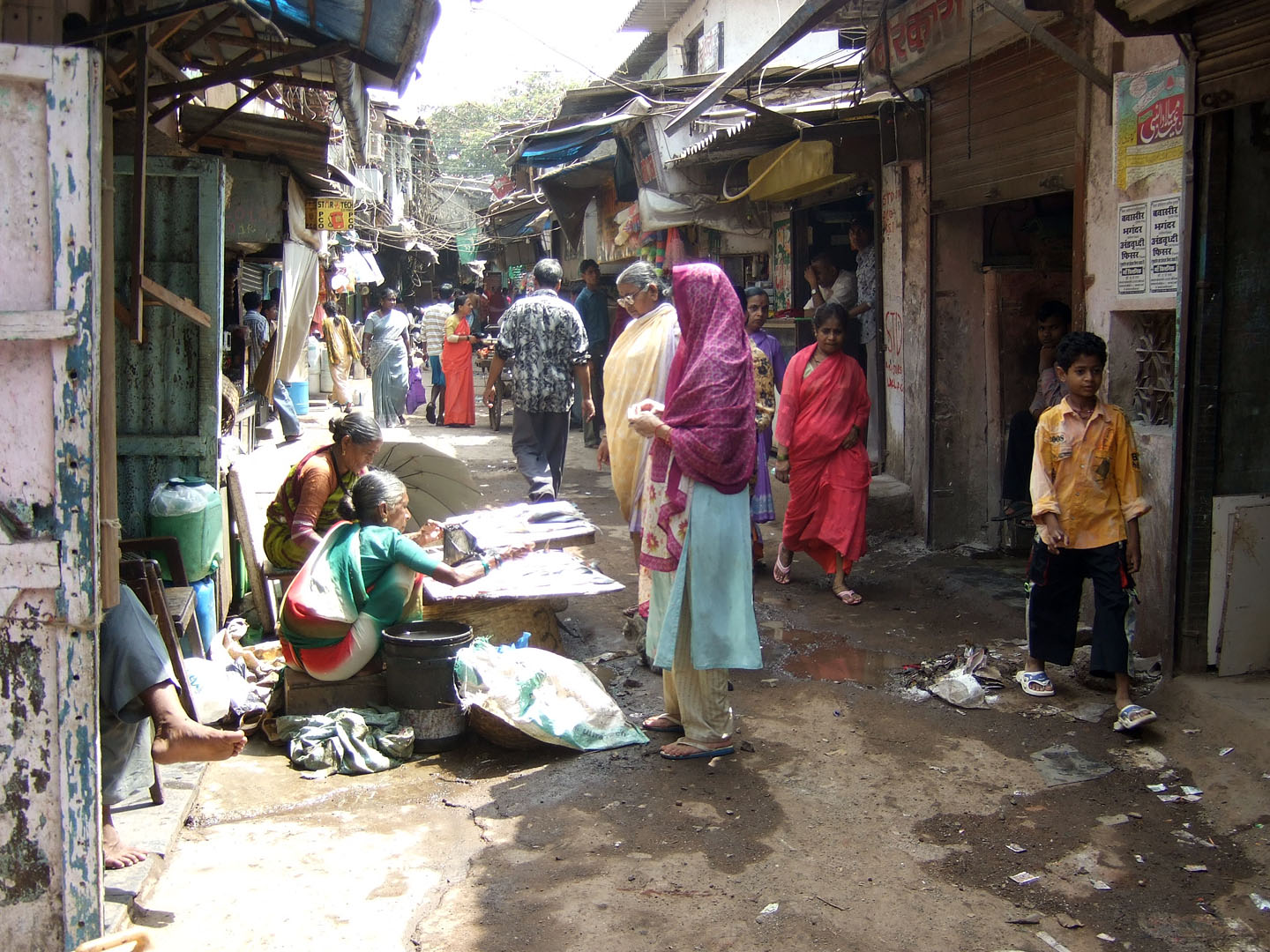
Dharavi slum in بمبئی، هند، was featured in the 2008 film میلیونر زاغه‌نشین.

پورنوگرافی فقر یا هرزنگاری فقر (انگلیسی: Poverty porn) اشاره به هرگونه رسانه‌ای چه نوشتاری و چه عکاسی و چه فیلم‌برداری که در آن از فقر برای جلب توجه یا ایجاد همدردی برای فروش بیشتر روزنامه یا افزایش درآمد بنیادهای خیریه یا حمایتی گفته می‌شود.